# Андрес Альдама
Андрес Альдама Кабрера (ісп. Andrés Aldama Cabrera; 9 квітня 1956) — кубинський боксер, олімпійський чемпіон у напівсередній вазі.

## Життєпис
Народився в місті Матансас однойменної провінції, Куба.
Двічі, у 1976 та 1980 роках, брав участь у літніх Олімпійських іграх. Виборов дві олімпійських медалі.
У 1979 році став переможцем Панамериканських ігор.

## Виступи на Олімпіадах
На літніх Олімпійських іграх 1976 року в Монреалі (Канада) у першій напівсередній вазі почергово переміг: Сабагаттіна Бурку (Туреччина), Хесуса Санчеса (Домінікана), Жозефа Надя (Угорщина), Владіміра Колєва (Болгарія). У фінальному двобої поступився Шугару Рею Леонарду (США).
На літніх Олімпійських іграх 1980 року в Москві (СРСР) у напівсередній вазі почергово переміг: П'єра Сотумея (Бенін), Ісраела Акопкохяна (СРСР), Пламена Янкова (Болгарія), Карла-Гайнца Крюгера (НДР). У фіналі переміг угандійця Джона Мугабі.